# President de Sud-àfrica
El càrrec de President de Sud-àfrica va ésser creat el 1961 quan la Unió de Sud-àfrica es va convertir en la República de Sud-àfrica. Les funcions del president eren heretades dels antics Governadors Generals de la Corona i, per tant, es limitaven a la representació honorífica de l'Estat. Això va ésser així fins al 1984 en què es va reformar el sistema polític en un règim presidencialista i, a partir de llavors el president va assumir també el poder executiu. La residència oficial dels presidents sud-africans és Mahlamba Ndlopfu (antigament Libertas) a Pretòria.

## Partits
El càrrec de President de Sud-àfrica va ser ocupat des del principi i fins al 1994 per polítics blancs del Partit Nacional de Sud-àfrica. A partir d'aquest any, amb la caiguda de l'apartheid i el nomenament de Nelson Mandela com a nou president, el càrrec ha estat en mans de polítics negres del partit del Congrés Nacional Africà.

## Llista dels Presidents
| Nom                                                             | Nom                                                        | Nom                                                        | Afiliació política                                         | Mandat                                                     |
| Presidents només amb funcions representatives. (1961–1984)      | Presidents només amb funcions representatives. (1961–1984) | Presidents només amb funcions representatives. (1961–1984) | Presidents només amb funcions representatives. (1961–1984) | Presidents només amb funcions representatives. (1961–1984) |
| --------------------------------------------------------------- | ---------------------------------------------------------- | ---------------------------------------------------------- | ---------------------------------------------------------- | ---------------------------------------------------------- |
| 1                                                               | Charles R. Swart (1894- 1982)                              | CR Swart                                                   | Partit Nacional                                            | 31 de maig 1961 - 31 de maig 1967                          |
| 2                                                               | Théophilus E. Donges (1898-1968)                           | Théophilus E. Donges                                       | Partit Nacional                                            | 31 de maig 1967 - 1 de juny 1967                           |
| 3                                                               | Jozua François Naudé (1889-1969)                           |                                                            | Partit Nacional                                            | 1 de juny 1967 - 10 d'abril 1968 per interinitat           |
| 4                                                               | Jacobus Johannes Fouché (1898-1980)                        |                                                            | Partit Nacional                                            | 10 d'abril 1968 - 19 d'abril 1975                          |
| 5                                                               | Nicolaas Diederichs (1903-1978)                            |                                                            | Partit Nacional                                            | 19 d'abril 1975 - 28 de setembre 1978                      |
| 6                                                               | John Vorster (1915-1983)                                   |                                                            | Partit Nacional                                            | 28 de setembre 1978 - 4 de juny 1979                       |
| 7                                                               | Marais Viljoen (1915-2007)                                 |                                                            | Partit Nacional                                            | 19 de juny 1979 - 5 de setembre 1984                       |
| Presidents amb funcions executives. (1984–1994)                 |                                                            |                                                            |                                                            |                                                            |
| 8                                                               | Pieter Willem Botha (1916 - 2006)                          | Kgalema Motlanthe                                          | Partit Nacional                                            | 5 de setembre 1984 - 14 d'agost 1989                       |
| 9                                                               | Frederik de Klerk (1936-2021)                              | Frederik Willem de Klerk                                   | Partit Nacional                                            | 15 d'agost 1989 - 10 de maig 1994                          |
| Presidents després de l'abolició de l'apartheid. (1994-present) |                                                            |                                                            |                                                            |                                                            |
| 10                                                              | Nelson Mandela (1918-2013)                                 | Nelson Mandela                                             | ANC                                                        | 10 de maig 1994 - 14 de juny 1999                          |
| 11                                                              | Thabo Mbeki (nascut el 1942)                               | Thabo Mbeki                                                | ANC                                                        | 14 de juny 1999 - 25 de setembre 2008                      |
| 12                                                              | Kgalema Motlanthe (nascut el 1949)                         | Kgalema Motlanthe                                          | ANC                                                        | 25 de setembre 2008 - 9 de maig 2009                       |
| 13                                                              | Jacob Zuma (nascut el 1942)                                | Jacob Zuma                                                 | ANC                                                        | 9 de maig 2009 - 14 de febrer 2018                         |
| 13                                                              | Cyril Ramaphosa (nascut el 1952)                           | Cyril Ramaphosa                                            | ANC                                                        | Des del 15 de febrer 2018                                  |